# Lars Frederiksen
Lars Frederiksen, född Lars Erik Dapello 30 augusti 1971 i Campbell, Kalifornien, är en amerikansk gitarrist och sångare, medlem i punkrockbandet Rancid samt i punkgruppen Lars Frederiksen and the Bastards.
2010 startade han även upp sitt sidoprojekt, street/Oi-punkbandet The Old Firm Casuals.

## Uppväxt
Frederiksens mor är från Danmark och kom till USA som au-pair. Frederiksens uppväxt var svår och han kom tidigt i kontakt med narkotika, vilket han både missbrukade och langade. Han tog sig ur sitt missbruk och inledde så småningom sin musikaliska karriär.

## Diskografi (urval)
Studioalbum med Rancid
- Radio Radio Radio (1993)
- Let's Go (1994)
- ...And Out Come the Wolves (1995)
- Life Won't Wait (1998)
- Rancid (2000)
- BYO Split Series Volume III (2002)
- Indestructible (2003)
- B Sides and C Sides (2008)
- Let the Dominoes Fall (2009)
- Honor Is All We Know (2014)
- Trouble Maker (2017)

Studioalbum med Lars Frederiksen and the Bastards
- Lars Frederiksen and the Bastards (2001)
- Viking (2004)